# 罗兰·马特斯
罗兰·马特斯（德語：Roland Matthes，1950年11月17日—2019年12月20日），德国男子游泳运动员。他曾代表东德参加1968年、1972年和1976年夏季奥林匹克运动会游泳比赛，共获得四枚金牌、二枚银牌和二枚铜牌。